# Mouna ou le rêve d'un artiste
Pour les articles homonymes, voir Mouna (homonymie).
Mouna ou le rêve d'un artiste est un film ivoirien réalisé par Henri Duparc, sorti en 1970. 